# Il mondo come volontà e rappresentazione
Il mondo come volontà e rappresentazione (Die Welt als Wille und Vorstellung,  prima edizione 1819) è l'opera fondamentale di Arthur Schopenhauer (1788-1860), filosofo tedesco che influenzerà fortemente il pensiero di Friedrich Nietzsche e successivamente di Sigmund Freud, padre della psicoanalisi, e del suo allievo Carl Gustav Jung.
La prima edizione dell'opus maius schopenhaueriano fu pubblicata nel 1819 a Lipsia da F.A. Brockhaus ed ebbe pochissimo successo, tant'è vero che gran parte delle copie stampate finì al macero. Essa è divisa in quattro libri, insieme a un'appendice contenente la critica della filosofia di Kant (suddivisa in 71 paragrafi). Schopenhauer aveva appena trentun anni.
Sorte poco diversa subì anche la seconda edizione del 1844 (a cui vennero aggiunti cinquanta capitoli di Supplementi), questa ristampa venne esaurita solo nel 1858 anche grazie all'inaspettato successo dei Parerga e paralipomena (1851, raccolta di saggi dal carattere brillante e popolare). Del 1859 è la terza edizione, ampliata di 136 pagine, l'ultima stampata in vita auctoris.

## Contesto

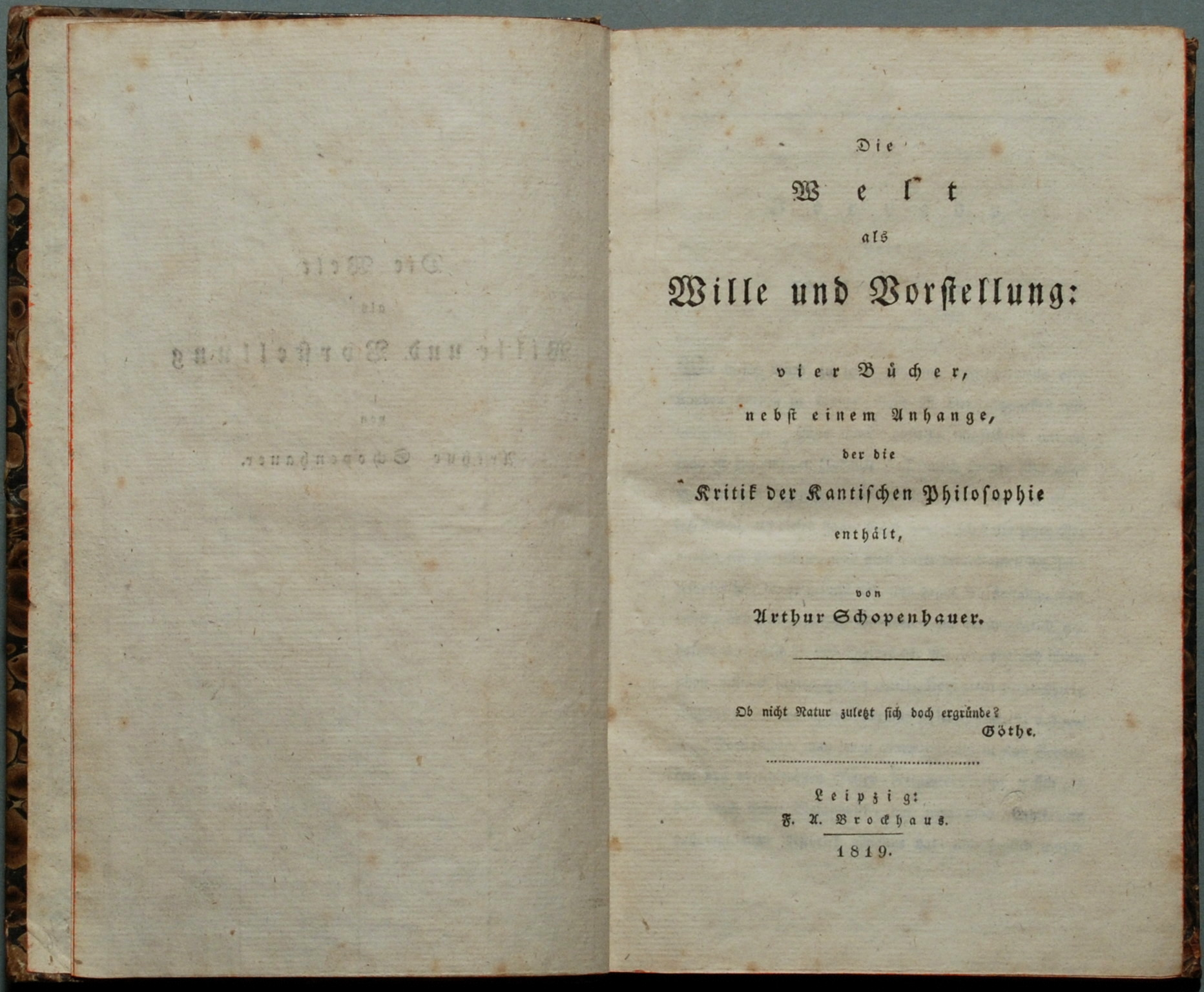
Pagine del titolo della prima edizione del 1819.

Nell'estate del 1813, Schopenhauer ottenne il dottorato dall'Università di Jena con la dissertazione intitolata Sulla quadruplice radice del principio di ragion sufficiente.
Dopo aver trascorso l'inverno successivo a Weimar, visse a Dresda e nel 1816 pubblicò il suo trattato La vista e i colori (Carteggio con Goethe).
Negli anni successivi Schopenhauer lavorò alla sua opera principale, Il mondo come volontà e rappresentazione. Nella prefazione alla prima edizione, egli affermò che l'opera intendeva trasmettere un "unico pensiero" da diverse prospettive, sviluppando la sua filosofia in quattro libri che trattano di epistemologia, ontologia, estetica ed etica. A questi libri segue un'appendice contenente la dettagliata Critica della filosofia kantiana.
Partendo dall'idealismo trascendentale di Immanuel Kant, Schopenhauer sostiene che il mondo di cui gli esseri umani fanno esperienza intorno a loro - il mondo degli oggetti nello spazio e nel tempo e correlati in modo causale - esiste solo come "rappresentazione" (Vorstellung) che dipende da un soggetto conoscente, non come un mondo che può essere considerato esistente in sé (cioè, indipendentemente da come appare alla mente del soggetto). La conoscenza degli oggetti è quindi una conoscenza di meri fenomeni piuttosto che di cose in sé. 
Come per Kant, anche per il filosofo, lo spazio, il tempo e la causalità sono le forme a priori dell'intelletto.
Tuttavia, Schopenhauer identifica la volontà con la cosa-in-sé, l'essenza interna di ogni cosa: un'azione cieca, inconscia, senza scopo, priva di conoscenza, aspaziale e atemporale e libera da ogni molteplicità. Poiché nulla al di fuori del tempo e dello spazio può essere differenziato, la cosa-in-sé (aspaziale e atemporale) deve essere una e tutte le cose che esistono, compresi gli esseri umani, devono far parte di questa unità fondamentale. Il mondo come rappresentazione è quindi l'"oggettivazione" della volontà. La nostra esperienza interiore è una manifestazione del regno noumenico e la volontà è il nucleo interiore di ogni essere. Tutta la conoscenza acquisita dagli oggetti è considerata autoreferenziale perché riconosciamo negli altri oggetti la stessa volontà che c'è in noi. Le esperienze estetiche liberano brevemente dall'infinito asservimento alla volontà, che è la radice della sofferenza. La vera redenzione dalla vita può derivare solo dalla totale negazione ascetica della "volontà di vivere". Schopenhauer nota accordi fondamentali tra la sua filosofia, il platonismo e la filosofia degli antichi Veda indiani.
Il mondo come volontà e rappresentazione segnò l'apice del pensiero filosofico di Schopenhauer, che passò il resto della sua vita a perfezionare, chiarire e approfondire le idee presentate in quest'opera, senza apportare cambiamenti fondamentali. Lo scarso successo è dovuto al fatto che all'epoca la filosofia accademica tedesca post-kantiana era dominata dagli idealisti tedeschi, primo fra tutti G. W. F. Hegel, che Schopenhauer criticò aspramente definendolo come "un ciarlatano disgustoso e senza spirito [...] un dilettante di sciocchezze". Nel complesso, il disaccordo di Schopenhauer con Hegel e la sua rabbia per il posto che occupava nella società accademica e per il rispetto di cui godeva possono essere percepiti in tutti i due volumi. La filosofia di Hegel è criticata con la massima virulenza, a volte fino all'invettiva più violenta.

## Conoscenze preliminari
Schopenhauer chiede che la sua tesi di dottorato Sulla quadruplice radice del principio di ragion sufficiente, apparsa nel 1813, sia letta prima della WWR come introduzione. Nella prefazione alla prima edizione della WWR afferma:
Inoltre, Schopenhauer afferma all'inizio che il suo libro presuppone una conoscenza preliminare della filosofia di Immanuel Kant. Schopenhauer affermava che la sua filosofia era la naturale continuazione di quella di Kant, ed è considerato da alcuni più fedele all'idealismo trascendentale, come esposto nella Critica della ragion pura (1781), di qualsiasi altro idealista tedesco successivo. Tuttavia, Il mondo come volontà e rappresentazione contiene un'appendice intitolata Critica della filosofia kantiana, in cui Schopenhauer rifiuta la maggior parte dell'etica di Kant e parti significative della sua epistemologia ed estetica. Come spiega Schopenhauer: 
Per Schopenhauer la volontà umana è l'unica finestra sulla realtà che si cela dietro la rappresentazione del mondo, cioè il mondo esterno come lo sperimentiamo attraverso le nostre facoltà mentali. La volontà è l'"essenza interna" del mondo intero, cioè la kantiana cosa-in-sé (Ding an sich), che esiste indipendentemente dalle forme del principio di ragion sufficiente che governano il mondo come rappresentazione.
Schopenhauer riteneva che, sebbene ci sia preclusa la conoscenza diretta del noumeno kantiano, possiamo conoscerlo in una certa misura (a differenza di Kant, per il quale il noumeno era completamente inconoscibile). Questo accade perché il rapporto tra il mondo come rappresentazione e il mondo come "in sé" può essere compreso indagando il rapporto tra i nostri corpi (oggetti materiali, cioè rappresentazioni, esistenti nello spazio e nel tempo) e la nostra volontà.
Un'altra importante differenza tra le filosofie di Schopenhauer e Kant è il rifiuto del primo della dottrina kantiana delle dodici categorie della comprensione. Schopenhauer sostiene che undici delle categorie di Kant sono superflue "finestre cieche" destinate a scopi di simmetria architetturale. Ci sono tre forme a priori con cui la nostra mente rende intelligibile a noi stessi la nostra esperienza del mondo: il tempo, lo spazio e la causalità.
Nell'introduzione Schopenhauer afferma anche che il lettore sarà meglio preparato a comprendere le teorie contenute ne Il mondo come volontà e rappresentazione se si è soffermato alla scuola del "divino Platone": Schopenhauer riconosce spesso l'influenza di Platone sullo sviluppo delle sue teorie e, soprattutto nel contesto dell'estetica, parla delle forme platoniche come se esistessero a un livello ontologico intermedio tra la rappresentazione e la volontà. Il lettore sarà ulteriormente avvantaggiato se conosce già l'antica filosofia indiana contenuta nelle Upanishad.

## Vocabolario

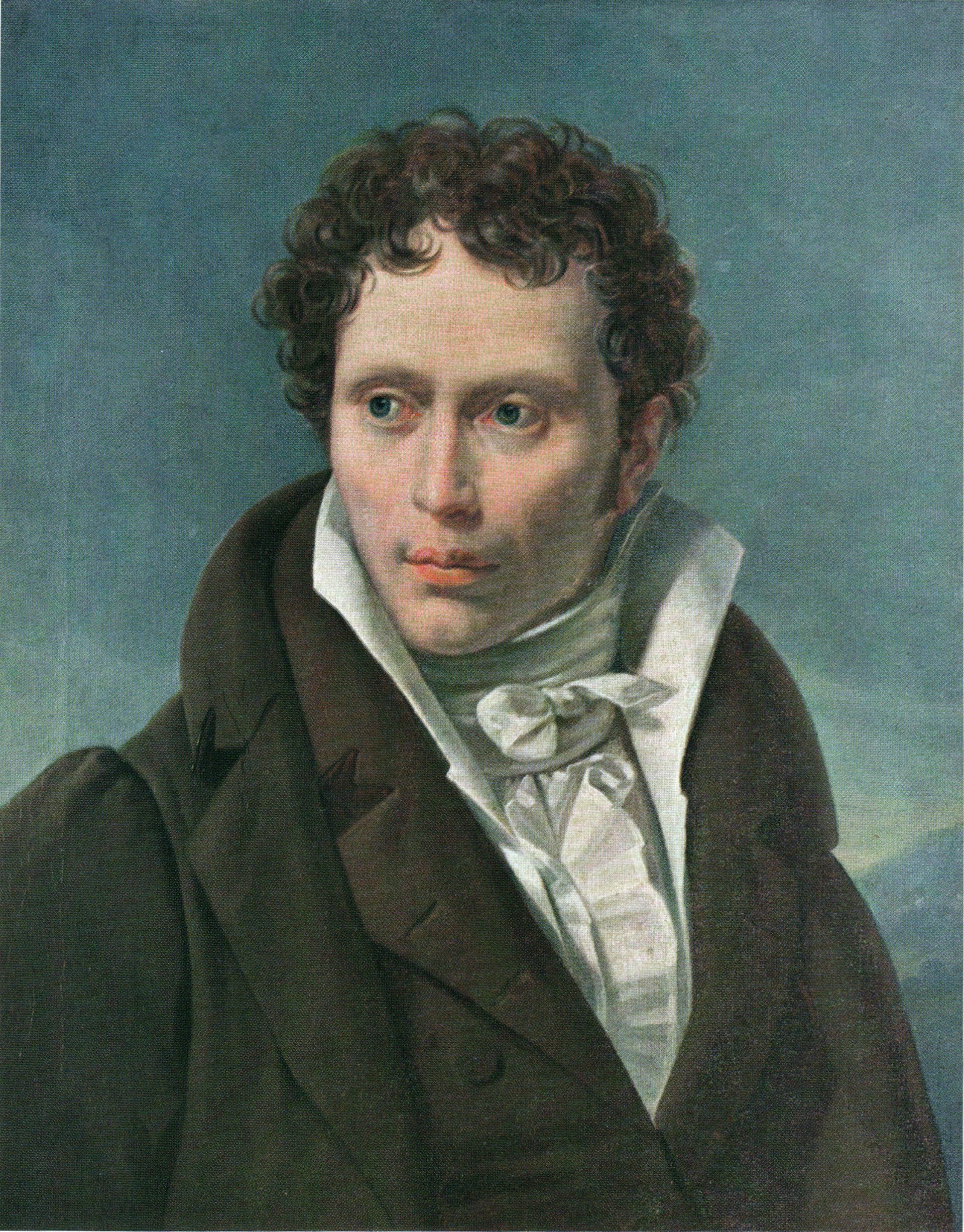
Schopenhauer nel 1815.

Schopenhauer ha usato la parola tedesca Wille ("volontà") come designazione più familiare del concetto, che può anche essere indicato con altri termini come "desiderio", "volontà" e "sforzo". La filosofia di Schopenhauer sostiene che tutta la natura, compreso l'uomo, è l'espressione di un'insaziabile volontà di vivere.
Con il termine Vorstellung ("rappresentazione") Schopenhauer intende l'idea o l'immagine mentale di qualsiasi oggetto percepito come esterno alla mente. Questo concetto include la rappresentazione del corpo stesso del soggetto osservatore, che egli chiama l'oggetto immediato perché è il più vicino allo spirito, che per lui ha sede nel cervello.
Il termine Anschauung, frequente in Kant, indica la parte sensoriale-ricettiva della cognizione (KrV B 33).

## La struttura del testo
A partire dalla seconda edizione del 1844, l'opera si compone di due volumi.
Il primo volume contiene il testo della prima edizione, con solo alcune piccole aggiunte, mentre l'appendice - la Critica della filosofia kantiana - fu significativamente modificata dall'autore. Il primo volume è diviso in quattro libri, in cui il mondo è considerato alternativamente come rappresentazione e come volontà. Il secondo volume, che conta più pagine, funge da supplemento al primo.
Nella prefazione alla seconda edizione, Schopenhauer giustificò la decisione di raccogliere le aggiunte in un volume separato, sottolineando che erano passati 25 anni tra la pubblicazione della prima e della seconda edizione. Essendo un'unica edizione anziché due edizioni distinte, risulta possibile seguire lo sviluppo del pensiero di Schopenhauer.
Nella prefazione alla terza edizione (integrata da altre 136 pagine), apparsa nel 1859, un anno prima della sua morte, Schopenhauer appare sollevato, ma anche esausto. Si riferisce ai suoi Parerga e Paralipomena, che aveva pubblicato nel 1851, sette anni dopo la pubblicazione della seconda edizione de Il mondo come volontà e rappresentazione. I 31 capitoli del secondo volume dei Parerga contenevano già supplementi e aggiunte, la maggior parte dei quali avrebbe trovato posto nel secondo volume dell'opera principale:
(Il mondo come volontà e rappresentazione, prefazione alla terza edizione. Francoforte sul Meno 1859)
La ricezione professionale e diffusa degli scritti di Schopenhauer avvenne molto tardi, negli ultimi anni della sua vita.

### Primo volume
- Libro primo: Il mondo come rappresentazione
  - Prima considerazione: "Il principio di ragion sufficiente"
- Libro secondo: Il mondo come volontà
  - Prima considerazione: "L'oggettivazione della volontà"
- Libro terzo: Il mondo come rappresentazione
  - Seconda considerazione: "L'idea platonica: l'oggetto dell'arte"
- Libro quarto: Il mondo come volontà
  - Seconda considerazione: "Affermazione e negazione della volontà"

### Secondo volume
- Supplementi al primo libro
  - Prima parte: La dottrina della conoscenza intuitiva
    - Capitolo 1 - Sulla concezione fondamentale dell'idealismo
    - Capitolo 2 - Sulla dottrina della concezione intuitiva o intellettiva
    - Capitolo 3 - Sui sensi
    - Capitolo 4 - Della conoscenza a priori

  - Seconda parte: La dottrina della rappresentazione astratta del pensiero
    - Capitolo 5 - Dell'intelletto privo di ragione
    - Capitolo 6 - Sulla dottrina della conoscenza astratta o conoscenza della ragione
    - Capitolo 7 - Del rapporto tra la conoscenza intuitiva e la conoscenza astratta
    - Capitolo 8 - Sulla teoria del ridicolo
    - Capitolo 9 - Sulla logica in generale
    - Capitolo 10 - Sulla sillogistica
    - Capitolo 11 - Sulla retorica
    - Capitolo 12 - Sulla dottrina della scienza
    - Capitolo 13 - Sulla metodologia della matematica
    - Capitolo 14 - Sull'associazione di idee
    - Capitolo 15 - Delle imperfezioni essenziali dell'intelletto
    - Capitolo 16 - Sull'uso pratico della ragione e dello stoicismo
    - Capitolo 17 - Del bisogno metafisico dell'uomo
- Supplementi al secondo libro
  -     - Capitolo 18 - Della conoscibilità della cosa in sé
    - Capitolo 19 - Del primato della volontà nell'autocoscienza
    - Capitolo 20 - L'oggettivazione della volontà nell'organismo animale
    - Capitolo 21 - Retrospettiva e considerazioni più generali
    - Capitolo 22 - L'intelletto esaminato oggettivamente
    - Capitolo 23 - Sull'oggettivazione della volontà nella natura priva di conoscenza
    - Capitolo 24 - Della materia
    - Capitolo 25 - Considerazioni trascendenti sulla volontà come cosa in sé
    - Capitolo 26 - Sulla teleologia
    - Capitolo 27 - Sull'istinto e sull'impulso creativo
    - Capitolo 28 - Caratterizzazione della volontà di vivere
- Supplementi al terzo libro
  -     - Capitolo 29 - Della conoscenza delle idee
    - Capitolo 30 - Del puro soggetto del conoscere
    - Capitolo 31 - Del genio
    - Capitolo 32 - Sulla follia
    - Capitolo 33 - Osservazioni sparse sulla bellezza della natura
    - Capitolo 34 - Sull'intima essenza dell'arte
    - Capitolo 35 - Sull'estetica dell'architettura
    - Capitolo 36 - Osservazioni sparse sull'estetica delle arti figurative
    - Capitolo 37 - Sull'estetica della poesia
    - Capitolo 38 - Della storia
    - Capitolo 39 - Sulla metafisica della musica
- Supplementi al quarto libro
  -     - Capitolo 40 - Premessa
    - Capitolo 41 - Della morte e del suo rapporto con l'indistruttibilità del nostro essere in sé
    - Capitolo 42 - La vita della specie
    - Capitolo 43 - Ereditarietà delle qualità
    - Capitolo 44 - Metafisica dell'amore sessuale
    - Capitolo 45 - Sull'affermazione della volontà di vivere
    - Capitolo 46 - Della vanità e dei dolori della vita
    - Capitolo 47 - Dell'etica
    - Capitolo 48 - Sulla dottrina della negazione della volontà di vivere
    - Capitolo 49 - La via della salvezza
    - Capitolo 50 - Epifilosofia

## Contenuti
L'opera principale di Schopenhauer può essere suddivisa in quattro aree, ciascuna delle quali è oggetto dei singoli libri del primo volume: epistemologia, metafisica, estetica ed etica.
L'argomento principale è l'assunto di Schopenhauer secondo cui il mondo è, da un lato, volontà e, dall'altro, si dà solo come rappresentazione, come emerge dal titolo. Schopenhauer intende con la parola "rappresentazione" le funzioni mentali responsabili della modalità di cognizione di un essere conoscente. Ispirandosi alla filosofia orientale, Schopenhauer intende la volontà come un principio cosmico di esistenza che è responsabile della vita individuale nel mondo e che può essere descritto, tra l'altro, come "un cieco impulso a vivere senza scopo". La volontà è intesa quindi come istinto, pulsione e tendenza all'autoconservazione, che è naturale e spontanea, innata e ineliminabile in ogni ente (anche inanimato). Per Schopenhauer, gli uomini, gli animali e le piante, così come le pietre e tutte le forme di materia, fanno parte di questo principio. Egli vede la cosa in sé kantiana nel principio di volontà. L'individualità e la diversità esistono solo nel mondo degli oggetti; la volontà è una forza unificante che dà forma all'unità, che è presente nella stessa misura nell'uomo come nella pietra.
Schopenhauer ritiene che la rappresentazione individuale ci impedisca di riconoscere il mondo così com'è, nella sua vera e intima realtà, che è appunto la volontà, in ogni cosa e non solo in noi stessi. Intravede una spiegazione dell'egoismo in una visione del mondo che viene percepito solo come un'idea, che viene misurata soggettivamente dalla volontà individuale. Nella negazione della nostra volontà individuale c'è una via d'uscita dal vedere il mondo come pura rappresentazione, uscita grazie alla quale possiamo riconoscere la stessa volontà e la stessa sofferenza in ogni cosa.
La metafisica di Schopenhauer è quindi strettamente legata alla sua etica. Secondo Schopenhauer, l'arte offre una possibilità di negazione temporanea della volontà.

### Epistemologia
La frase di apertura del Libro I del I volume è Die Welt ist meine Vorstellung: "il mondo è la mia rappresentazione" (in alternativa, "idea" o "presentazione"). Nel primo libro, Schopenhauer considera il mondo come rappresentazione. In particolare, il primo libro tratta della rappresentazione soggetta al principio di ragion sufficiente (in tedesco: Satz vom Grunde). 
Nel III libro, Schopenhauer torna a considerare il mondo come rappresentazione; questa volta, si concentra sulla rappresentazione indipendente dal principio di ragion sufficiente (cioè l'Idea platonica, l'oggettività immediata e adeguata della volontà, che è l'oggetto dell'arte).
Schopenhauer inizia la WWR esaminando il mondo così come ci si mostra nella nostra mente: oggetti ordinati necessariamente da spazio e tempo e da relazioni di causa-effetto. Nella nostra esperienza, il mondo è ordinato secondo il principio di ragion sufficiente. Percepiamo una molteplicità di oggetti in relazione tra loro secondo modi necessari.
Nella prefazione, Schopenhauer cita come lettura introduttiva e propedeutica la sua dissertazione Über die vierfache Wurzel des Satzes vom zureichenden Grunde ("Sulla quadruplice radice del teorema della ragion sufficiente"). Quello di ragione sufficiente è un principio-guida di tipo logico-metafisico ideato da Leibniz: esso afferma che tutto ciò che esiste ha una ragione per cui esiste (Nihil sine ratione). Tuttavia, Schopenhauer aveva già trovato implicitamente tale teorema in Platone e Aristotele. La base del suo trattato è la critica di una confusione tra causa e fondamento della conoscenza, come aveva osservato nelle precedenti definizioni del principio di ragion sufficiente, così come nella sua applicazione. Per Schopenhauer, nella storia della filosofia esistono essenzialmente due significati diversi della parola "ragione": la necessità di una ragione della conoscenza, intesa come giustificazione di un giudizio, e quello di una causa per il verificarsi di un evento reale.
Basandosi su una citazione di Aristotele, Schopenhauer concluse che la definizione di una cosa e la prova della sua esistenza sono fondamentalmente diverse, anche se entrambe soddisfano il requisito espresso nel principio di ragion sufficiente. Nel corso della dissertazione, Schopenhauer giunse infine a quattro diversi significati di tale principio, le sue "quattro radici" menzionate nel titolo. Esse insieme formano la teoria di Schopenhauer sulla facoltà della conoscenza e costituiscono la base della sua intera filosofia: il sistema di una metafisica volontaristica sviluppato nella sua opera principale.
Secondo Schopenhauer, il soggetto puro della conoscenza è il punto di partenza di ogni cognizione. Tutto ciò che si trova all'esterno - compreso il proprio corpo - rappresenta un oggetto ed è quindi subordinato al principio della ragione come rappresentazione, sebbene quest'ultima parola non significhi nulla di immaginario. Schopenhauer intese il termine "rappresentazione" (Vorstellung) in senso letterale, come qualcosa che è posto davanti a qualcuno (come un oggetto). Partendo dalla natura a priori dello spazio, del tempo e della causalità, le rappresentazione sono di quattro tipi e sono il prodotto di quattro radici che sono il loro correlato soggettivo: tali radici sono l'intelletto, la Ragione, la sensibilità pura e l'autocoscienza (o senso interno) (v. Sulla quadruplice radice del principio di ragion sufficiente). Queste quattro facoltà formano la quadruplice radice del principio di ragion sufficiente cui sono tutte sottoposte.
Tutto ciò che recepiamo con i sensi non può mai essere percepito dal soggetto in una forma immediata e non sistematizzata, ma viene sempre portato in strutture separate, all'interno di una percezione di un soggetto ri-conoscente. Siamo separati dal "come è in sé" delle cose sia fisicamente che attraverso la rappresentazione. Il mondo come rappresentazione, gli oggetti per il soggetto, intende gli oggetti in una modalità soggettiva, che non esiste nelle cose esterne considerate in sé e per sé.
Schopenhauer sostiene che la rappresentazione è sottoposta alla volontà e che la sua individuazione e l'individuo stesso sono prodotti da quest'ultima. Ogni individuo possiede quindi un propria rappresentazione della realtà rispetto alla quale si misura il mondo esterno, che fa parte del rapporto soggetto-oggetto. Il mondo è dato solo indirettamente a tutti gli esseri conoscenti attraverso le funzioni cognitive applicate alla realtà esterna. Per Schopenhauer, la cosa-in-sé coincide con la sola volontà, principio che sta dietro a tutti gli oggetti e che permette e influenza la nostra rappresentazione degli stessi.
La sezione seguente collega il contenuto della dissertazione con le aggiunte al primo e al secondo volume dell'opera principale, Il mondo come volontà e rappresentazione.

#### Le quattro radici del principio di ragion sufficiente
Schopenhauer divide essenzialmente la rappresentazione in astratta, che riguarda solo i concetti, e intuitiva, "... [che riguarda] l'intero mondo visibile o l'intera esperienza, insieme alla condizione di possibilità della stessa". La rappresentazione astratta forma la ragione, mentre la mente forma la rappresentazione intuitiva.
Le altre due classi sono la sensibilità pura, che fonda l'essere, e l'autocoscienza, che fonda l'azione. Insieme formano le quattro radici del principio di ragion sufficiente, che afferma che tutto ciò che è ha una ragione per cui è. In termini concettuali, il principio di ragion sufficiente è puramente astratto (v. Principium rationis sufficientis cognoscendi); mediante l'esperienza sensoriale-ricettiva dello spazio fisico degli oggetti (Anschauung, in breve percezione) diventa intuitivo. Mediante le condizioni (ipotetiche o causali) dello spazio e del tempo, il principio si manifesta e realizza nella pura anschauung, che è la condizione a priori dello spazio e del tempo e la sola che li rende rappresentabili e comprensibili. La causa può infine essere colta attraverso l'autocoscienza.
La sequenza
Questa voce segue l'ordine della spiegazione delle singole classi così come è stata data da Schopenhauer, per ragioni pratiche, nella dissertazione Sulla quadruplice radice del principio di ragion sufficiente. In ordine sistematico, la sequenza è la seguente: a partire dalla ragion d'essere nella sua applicazione al tempo, poiché questo è lo schema essenziale di tutte le altre formulazioni del principio di ragion sufficiente, segue l'applicazione della ragion d'essere allo spazio. Segue la legge di causalità, che è il principio di ragione del divenire. Segue il principio di ragione dell'azione (Principium rationis sufficientis agendi), il motivo (l'autore afferma: la motivazione è la causalità vista dal di dentro) e infine il principio di ragione della cognizione (Principium rationis sufficientis cognoscendi).

#### La rappresentazione intuitiva
Il principio di ragion sufficiente del divenire (la causalità, v. Principium rationis sufficientis fiendi) determina che tutti i cambiamenti negli oggetti della realtà empirica devono sempre avere una causa.
In contrasto con la ragion sufficiente della cognizione, l'anschauung data dalla mente riguarda solo il momento presente come percepito dai sensi. Schopenhauer vede nella legge di causalità, nella necessità di causa ed effetto, la capacità di formulare giudizi ipotetici. Il contenuto del pensiero è solo un'astrazione della nostra percezione e deve quindi poter essere ricondotto alla nostra percezione o ricostruito, o avere una ragione, a pena di diventare un pensiero vuoto. Schopenhauer sottolinea più volte che tutti i concetti devono essere controllati dalla anschauung e, per quanto riguarda quest'ultima, come anche in generale, si oppone esplicitamente a una filosofia astratta puramente orientata alla ragione.
A differenza di Kant, Schopenhauer considera la causalità o la ragione come una condizione di tutte le intuizioni e non come una potenza del pensiero; sostiene l'applicazione della legge di causalità come intuitiva, non come astratta. Il correlato soggettivo di questa classe di rappresentazioni è la Ragione.

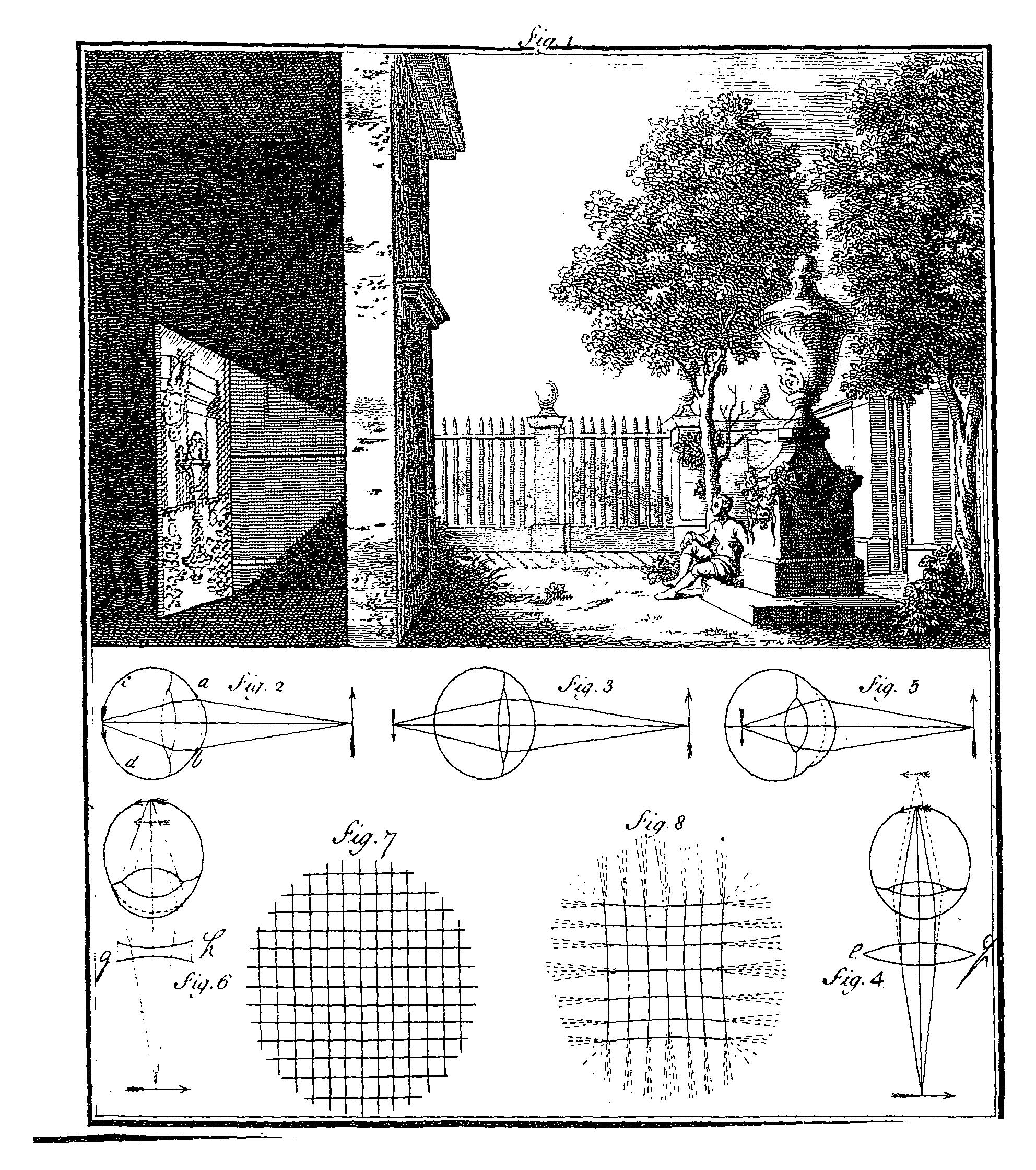
Funzione dell'occhio: la ragione nel cervello elabora i dati in un'immagine tridimensionale e genera la visualizzazione; illustrazione di James Ayscough: A Short Account of the Eye and Nature of Vision. London, 1752, p. 30

##### Ragione
La mente (verstand) rappresenta la funzione cerebrale correttiva, la cui attività, secondo Schopenhauer, è puramente l'applicazione della legge di causalità, che corregge la percezione sensoriale, lo stimolo sensoriale che agisce sul corpo (oggetto), in una percezione (anschauung) per il soggetto. Si utilizzi l'esempio della visione: un'immagine colpisce la retina nel modo sbagliato. La mente elabora le informazioni provenienti dalle immagini bidimensionali dei due occhi e le trasforma in un'immagine verticale. La mente produce un'immagine tridimensionale a partire dalle informazioni della sensazione, i dati dei sensi, come le superfici e i bordi. I dati elaborati diventano una percezione: la cognizione primaria. Infine, i concetti possono essere formati dal mondo rappresentativo prodotto dalla mente, che è la percezione, per mezzo della ragione (vernunft, che è la cognizione secondaria). La coscienza cognitiva si forma a partire dalla mente e dalla ragione.
Il corpo svolge un ruolo di mediazione particolare: sebbene la sensazione sia soggettiva, il corpo è un oggetto per il soggetto conoscente, anche se in modo diretto, poiché il senso esterno è indispensabile per il senso interno al fine di consentire una visione (la ragione è un correlato soggettivo della materia). Schopenhauer distingue tra senso interno, il soggetto immediato, e senso esterno, che è il corpo: entrambi sono fondamentalmente considerati "soggettivi" - anche se intendiamo il corpo come un oggetto - e immediati, poiché non possiamo confrontare la sensazione di corpi diversi direttamente, ma solo indirettamente.
Lo stesso vale per il soggetto conoscente, che non può essere confrontato con un altro soggetto conoscente perché diventerebbe un oggetto. Tutto ciò che è mediato è solo la molteplicità, il mondo dell'esperienza, la visualizzazione di oggetti nello spazio e nel tempo che si trovano al di fuori di noi e che richiedono una funzione intermedia, come quella della mente. Il soggetto conoscente, considerato da solo, forma un'unità e ha solo una funzione mediale, si può conoscere solo come soggetto volente e non come soggetto conoscente: in altre parole, non può immaginare il modo della sua cognizione, o meglio non può ri-conoscere la cognizione. Il soggetto a sua volta può solo diventare l'oggetto della propria immaginazione (cfr. Principium rationis sufficientis agendi).
Secondo Schopenhauer, il modo in cui gli oggetti sono concepiti dal soggetto ri-conoscente dipende dall'individualità e dalla sua selezione, che sono prodotti della volontà, analogamente alla definizione di pulsione inconscia comune oggi.

##### Soggetto e oggetto
Il nucleo della sua conclusione è la definizione di coscienza, che si scompone in soggetto e oggetto. Poiché l'intelletto elabora per primo la sensazione, il soggetto, in quanto funzione conoscente, non può mai essere pensato senza un oggetto né, viceversa, un oggetto può essere mai pensato senza un soggetto, che per primo offre la possibilità della cognizione. Schopenhauer vuole così dimostrare che la percezione (Anschauung) empirica è una percezione intellettuale, vale a dire che il soggetto può riconoscere qualcosa solo attraverso un oggetto, passando dalla sensazione alla mente fino alla percezione: una coscienza è sempre coscienza di qualcosa che è altro-da-sé. Se un oggetto è dato, ci deve essere un soggetto che riconosce (esse est percepi di George Berkeley). E viceversa: se c'è un soggetto che riconosce, ci deve essere un oggetto che viene riconosciuto. Quest'ultima è l'estensione di Schopenhauer della filosofia di Berkeley.
Schopenhauer vuole sottolineare che il soggetto non percepisce altro che immagini di oggetti, che questa è l'unica funzione del soggetto, ma forma anche una restrizione, una dipendenza e una distanza dall'oggetto, che è sempre percepito dal soggetto solo o indirettamente o in modo puramente soggettivo. Se non ci fosse il soggetto, non ci sarebbe l'oggetto, e quindi non ci sarebbe la percezione di un mondo, e viceversa, poiché l'oggetto è altrettanto dipendente dal soggetto.
Schopenhauer non solo cerca di sottolineare la natura soggettiva e sempre relativa della percezione umana, ma anche la dipendenza del mondo dal soggetto: se il soggetto è determinato, lo è anche l'oggetto e viceversa. Ne consegue che è irrilevante se si determinano gli oggetti in qualche modo o se si dice di riconoscerli allo stesso modo: soggetto e oggetto sono inseparabili nel processo di cognizione. Questa tesi si ripercuote soprattutto sulla questione della cosa-in-sé, che, se un oggetto è sempre lì in funzione di un soggetto (e viceversa), diventa assurda, non può esistere una questione concettuale di una cosa-in-sé, non può esistere una percezione di oggetti al di fuori della nostra facoltà. Schopenhauer ne conclude che la volontà può essere l'unico accesso all'"in sé" delle cose. Per "volontà" non si intende un motivo esplicito, quanto piuttosto una sorta di pulsione, in quanto unica cosa che ci è data immediatamente (il soggetto è immediato e si conosce solo come soggetto volente, come detto sopra) (v. Principium rationis sufficientis agendi).

##### Intelletto
Da questa visione idealistica del rapporto tra soggetto e oggetto, adottata da Berkeley ed estesa dalla fisiologia, emergono due visioni dell'intelletto:
- Il mondo come rappresentazione è dato come tale solo dal soggetto che rappresenta. La prima considerazione è l'indagine dell'a priori e l'emergere della realtà empirica come risultato della facoltà di cognizione, e segue la visione idealista trascendentale di Kant, che Schopenhauer ha fortemente limitato e modificato:[31][32]

(Immanuel Kant: Kritik der reinen Vernunft. p. A 369)
(Immanuel Kant: Kritik der reinen Vernunft. p. A 383)
- Il secondo punto di vista, partendo dall'oggetto, è quello materialista[33], che costituisce il correttivo alla visione puramente trascendentale-idealista, integra le scoperte della fisiologia contemporanea[34] e incorpora le obiezioni all'idealismo nella visione complessiva dell'intelletto[35]: come la materia è la rappresentazione del soggetto, così anche il soggetto conoscente è il prodotto della materia, poiché l'intelletto è un prodotto del cervello.[36] Schopenhauer critica la visione materialista come soggetto dimentico di sé, ma solo nel senso di una visione unilaterale del mondo che pensa di trovare la cosa-in-sé nella materia.[33] Riassumendo, Schopenhauer scrive[37]:

Schopenhauer si sottrae a una presa di posizione netta, cerca piuttosto di chiarire la coesistenza di realismo e materialismo da un lato, idealismo e dogmatismo dall'altro, e fa culminare le sue osservazioni in una critica del dibattito sulla realtà del mondo.

##### La Ragione come correlato soggettivo della materia
L'unificazione del senso interno (soggetto ri-conoscente) ed esterno (il corpo coi i cinque sensi), attraverso la Ragione (la mente), forma la rappresentazione della materia. Schopenhauer descrive il soggetto come qualcosa di immediato, come un'unità che si confronta con la molteplicità degli oggetti. Il senso interno è soggetto alla limitazione del tempo: infatti, i sensi esterni sono di nuovo solo oggetti (il corpo) del senso interno, in quanto quest'ultimo percepisce solo la percezione del corpo e quindi coglie solo la presenza immediata della rappresentazione nella sua coscienza; la forma del senso interno rimane soggetta al tempo perché esso può percepire solo in successione.
La successione di percezioni, una dopo l'altra, che è resa possibile solo dal tempo, è condizionata dalla giustapposizione nello spazio. Le rappresentazioni non sono riconosciute solo nel processo di unificazione di spazio e tempo quando vanno a formare una rappresentazione complessiva della realtà empirica, ma anche in quanto elaborazioni pure del senso interno (del soggetto). In quest'ultima modalità sono riconosciute solo nel tempo, nel punto di indifferenza tra le sue due direzioni divergenti del tempo: nel presente.
Il senso interno utilizza i sensi esterni, i soli mediante i quali lo spazio esterno può emergere nella mente. La sensazione soggettiva può essere elaborata in una visione oggettiva solo quando si attiva la mente, il cervello, la cui unica forma è l'applicazione della legge a priori della causalità, poiché l'esperienza della percezione non è possibile senza la mente e la sua forma di attività. La visione empirica nasce collegando la soggettività diretta (il tempo), che coglie la sequenza dei cambiamenti, con la successione nello spazio (quindi causa ed effetto), e con la percezione dei sensi esterni, la cui sensazione è intesa dalla mente come effetto; se gli oggetti nello spazio diventano indiretti, nasce l'esperienza.

##### Spazio, tempo e causalità
Nel mero spazio, il mondo sarebbe rigido e immobile, fatto che annullerebbe la rappresentazione e quindi la materia, poiché non è possibile alcuna successione, nulla cambia; viceversa, nel solo tempo non ci sarebbe persistenza, quindi non ci sarebbe durata.
La realtà esiste nella simultaneità di molti stati della materia, nella giustapposizione nello spazio e successivamente nel tempo. È la materia che permette allo spazio e al tempo di esistere, ne costituisce l'unione ed è la base di ogni rappresentazione. Lo spazio e il tempo possono essere sperimentati solo nella materia.
Allo stesso modo, noi, in quanto esseri che rappresentano, siamo solo una forma di materia (il nostro corpo, i suoi sensi) e possiamo sperimentare qualcosa solo attraverso la materia, in quanto noi stessi siamo una forma o uno stato di materia. La funzione cerebrale della mente ci dà la possibilità di fare questo; essa costituisce il correlato soggettivo della materia. Per il motivo che noi stessi siamo materia, che possiamo sperimentare qualcosa solo attraverso la materia, che la materia esiste solo per mezzo della legge di causalità, che collega spazio e tempo nella materia cambiando la forma all'interno di un tempo nello spazio, l'essere delle cose esiste, secondo Schopenhauer, puramente nel loro operare: materia e causalità sono sinonimi.
La forma dell'apparire di ogni oggetto è nello spazio e nel tempo: l'oggetto ha una durata, un luogo e un movimento; attraverso il qui c'è il là; attraverso il prima c'è il dopo, tra questi due è il presente. Il tempo e lo spazio, secondo Schopenhauer, possono essere visti solo a priori nella loro infinita divisibilità e infinita estensione, sono estranei alla percezione empirica. Lo spazio e il tempo possono essere sperimentati solo attraverso e dalla materia. Il legame tra spazio e tempo è la causalità.
Schopenhauer definisce la causalità come segue:
La legge di causalità si riferisce esclusivamente ai cambiamenti. Ogni effetto è quando si verifica un cambiamento e dà indicazione di un altro cambiamento che lo ha preceduto, il quale, in relazione al presente, è chiamato causa, ma in relazione a un terzo o necessariamente precedente cambiamento è chiamato effetto: la catena della causalità è necessariamente senza inizio o infinita.

##### Legge di inerzia e legge di persistenza della sostanza
Finché nulla cambia, non c'è bisogno di chiedersi quale sia la causa: la legge d'inerzia afferma che ogni stato, il suo riposo così come il movimento di qualsiasi tipo, deve durare per un tempo infinito, finché non si aggiunge una causa da cui si verifica un cambiamento.
Schopenhauer critica la prova cosmologica, che passa dall'esserci (Dasein) delle cose al loro non-esserci e si ferma a una causa prima, definendola "come un parricidio", a cui Schopenhauer attribuisce il "discorso" di un absolutum. Secondo la definizione di Schopenhauer, una causa prima è impossibile da pensarsi nei termini di un inizio del tempo o un limite dello spazio. Secondo il filosofo, non c'è una ragione a priori per dedurre dall'esistenza delle cose esistenti, che sono gli stati della materia, la loro precedente non-esistenza, né per dedurre da questa non-esistenza il loro emergere nell'essere, cioè a un cambiamento. Il cambiamento e la causalità si riferiscono solo agli stati della materia.
(WWV vol. II, cap. 4, p. 60.)
Schopenhauer critica una definizione troppo ampia del principio di causalità, in cui si conclude che un oggetto è causa di un altro oggetto: gli oggetti contengono non solo forma e qualità, ma anche materia, elemento che non viene all'essere e non cessa di essere, se non per la sua forma. Gli stati sono ciò che si intende per forma in senso lato. La materia, invece, persiste.
(WWV vol. I Anhang: Kritik der Kantischen Philosophie. p. 635.)
Secondo Schopenhauer, esiste una sola materia, e tutte le diverse sostanze sono diversi stati o forme di essa: come tale è chiamata Sostanza. Schopenhauer distingue tra la materia empiricamente data (le sostanze), che è entrata in una forma, e la materia pura generale, che è solo oggetto del pensiero, non della percezione, poiché percepiamo la forma della materia solo per mezzo della causalità.
(WWV vol. II, cap. 4, p. 64)

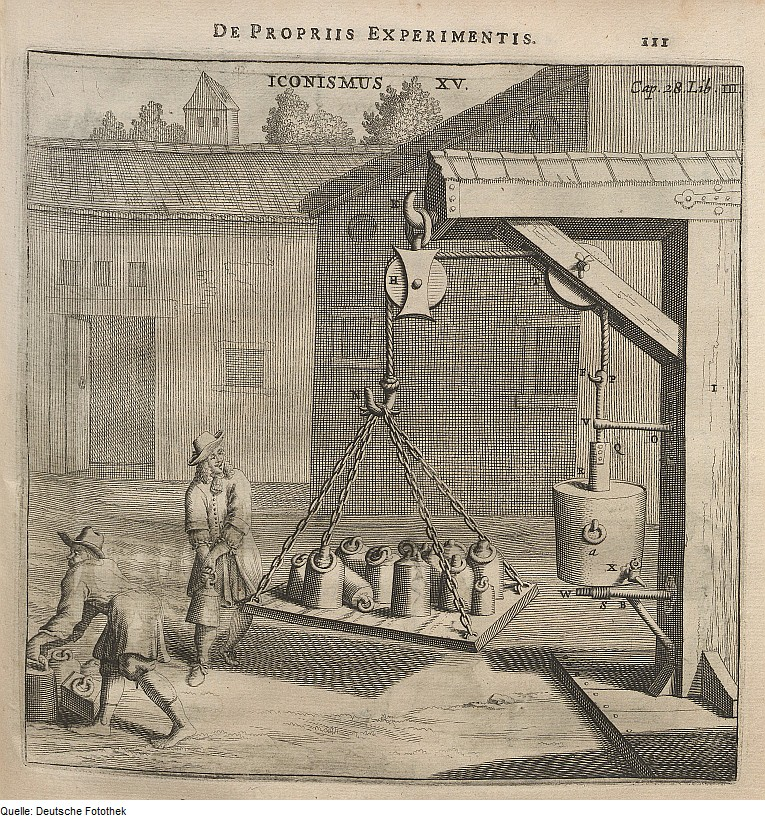
Il peso degli oggetti può essere misurato con le bilance a causa dell'attrazione gravitazionale della terra.

Solo la materia (sostanza) e le forze della natura (gravità, impenetrabilità, rigidità, elettricità, ecc.) non vengono toccate dalla catena della causalità, poiché anch'esse sono condizioni di quest'ultima che a sua volta condiziona tutto il resto.
(WWV vol. I, cap. 4, p. 60)
La materia agisce come portatrice del cambiamento, ciò che è soggetto al cambiamento; la forza della natura, tuttavia, è ciò che rende possibile il cambiamento della materia in primo luogo, in quanto quest'ultima prende in prestito il modo di cambiare dalle forze della natura, che sono onnipresenti e inesauribili, sempre pronte a esprimersi non appena se ne presenta l'occasione lungo le direttrici della causalità.
()
Per Schopenhauer, la materia costituisce la causalità oggettivamente compresa dalla ragione. La sua intera essenza consiste nell'azione.
A questo punto accenna anche ai due modi di vedere l'intelletto (vedi sopra). Sebbene per lui sia chiaro che il mondo esiste e non è solo puramente rappresentato, poiché anche il nostro corpo è fatto di materia, siamo tuttavia solo nei limiti della nostra rappresentazione.
Schopenhauer vede la "prova cosmologica" come uno dei tanti esempi dell'uso improprio di concetti generali che si perdono nell'astrazione. Schopenhauer mette in guardia dalla "capziosità" e dall'"insidiosità" dell'astratto se la percezione non è la fonte della cognizione o del concetto, o se l'intuitivo contraddice la rappresentazione astratta e quest'ultima tuttavia rivendica una validità assoluta, che per Schopenhauer si basa sulle intenzioni del rispettivo autore: nella volontà a cui è soggetta la rappresentazione di un individuo. Sebbene Schopenhauer aderisca alla visione idealista trascendentale secondo cui il mondo è una rappresentazione per un soggetto, egli utilizza le sue opinioni per formulare la propria critica della ragione, che è in definitiva una critica del linguaggio:

#### La ragion sufficiente della cognizione
Il principio di ragion sufficiente della cognizione afferma che i legami tra concetti e giudizi hanno sempre un fondamento su cui è possibile interrogarsi: ragione e conseguenze. La rappresentazione astratta opera con i concetti, che la elevano vivida a pensiero, la scompongono nei suoi costituenti e la riducono, ma ne perdono anche la vivacità. Schopenhauer chiama quindi concetti anche la rappresentazione derivante da rappresentazioni.

#### La ragion sufficiente dell'essere
Il principio di ragion sufficiente dell'essere (spazio e tempo), che riguarda anche la geometria rispetto allo spazio e l'aritmetica rispetto al tempo, è nel tempo la conseguenza dei suoi momenti e nello spazio la posizione delle sue parti che si determinano reciprocamente all'infinito.
(Über die vierfache Wurzel des Satzes vom zureichenden Grunde. cap. 6, § 36, p. 158)
Secondo Schopenhauer, questo principio occupa una posizione speciale, poiché lo spazio e il tempo, che la percezione riconosce a priori, si applicano a tutte le esperienze possibili come legge o condizione, e consiste nelle percezioni date a priori delle forme del senso interno (tempo) ed esterno (spazio) e costituisce la parte formale della rappresentazione completa.
()
Solo la causalità rappresenta il legame tra spazio e tempo: quando accade qualcosa (il tempo), si presuppone cosa accade (lo spazio). Viceversa, la domanda su cosa accade presuppone la cognizione della sequenza delle cose nel tempo. La materia è la causalità che è diventata oggettiva; solo essa forma la percepibilità del tempo e dello spazio.
Schopenhauer vede l'aritmetica come condizionata dal principio dell'essere, nel tempo. Il tempo ha una sola dimensione: ogni momento è condizionato da quello precedente. Tutti i conteggi si basano sullo stesso principio, in quanto l'aritmetica è un'abbreviazione metodica del conteggio. Esempio: al numero dieci si può arrivare solo attraverso tutti i numeri precedenti, il che fa capire che dove c'è il dieci c'è anche l'otto, il sette, il sei, ecc.
La geometria si basa sulla relazione tra la posizione delle parti dello spazio. Poiché non esiste una successione nello spazio, dato che questa si dà solo in unione con il tempo alla rappresentazione totale, prevale ovunque un'interazione di tipo analogico.
Pertanto, al fondo dell'essere, come al fondo del divenire, non c'è fine alle concatenazioni.
(Über die vierfache Wurzel des Satzes vom zureichenden Grunde. cap. 3, § 15, p. 39)
Secondo Schopenhauer, la differenza risiede nel fatto che la cognizione dello spazio e del tempo non si ottiene dai concetti, che l'essere in un dato modo si differenzia dal giudizio in quanto quest'ultimo non domina lo spazio e il tempo. I concetti sono tratti dalla percezione. Il mondo e i suoi oggetti in esso, così come i relativi giudizi, si basano sulle condizioni dello spazio e del tempo, sono quindi un'istanza separata, diversa dalla ragione della cognizione, poiché la condizione dello spazio e del tempo non deriva da quest'ultima:
Anche il principio di ragion sufficiente del divenire è diverso da quello dell'essere, poiché non si tratta di cambiamenti e cause che avvengono solo nella forma della materia, la cui condizione è lo spazio e il tempo.
Anche nell'aritmetica, per quanto riguarda il tempo, la causalità governa solo gli eventi nel tempo, non il tempo stesso.
L'essenza del tempo, la sua unidimensionalità, non può essere accertata solo sulla base del principio della cognizione.
(Über die vierfache Wurzel des Satzes vom zureichenden Grunde. cap. 3, § 15, p. 40)
Secondo Schopenhauer, la condizione dello spazio e del tempo non può essere compresa o chiarita a partire da semplici concetti, ma la riconosciamo direttamente e intuitivamente come una modalità basilare della cognizione, come la differenza tra destra e sinistra, e diventa comprensibile solo nella percezione. La "condizione" della ragione e della conseguenza o il "perché" delle cose non possono essere determinati solo attraverso il principio della cognizione. La domanda può essere risolta solo attraverso il principio dell'essere.
Per una maggiore comprensione, nel trattare le diverse classi, Schopenhauer sottolinea:
(Über die vierfache Wurzel des Satzes vom zureichenden Grunde. cap. 6, § 36, p. 158)
Il correlato soggettivo di questa classe è la sensibilità "pura".

#### Il principio di ragion sufficiente dell'azione
Il principio di ragion sufficiente dell'azione determina il motivo della volizione (ragione della motivazione), di cui il soggetto conoscente è l'oggetto (oggetto della sensibilità interiore). Poiché il soggetto si considera un oggetto, si sdoppia in soggetto conoscente (soggetto) e soggetto conosciuto (oggettivazione del soggetto). Poiché il soggetto conoscente, l'Io rappresentante, è il correlato necessario di tutta la rappresentazione, e quindi una sua condizione, non può diventare esso stesso rappresentazione: la coscienza conoscente (soggetto) in seno alla rappresentazione come autocoscienza (principio di ragion sufficiente dell'azione), non può essere la cognizione della cognizione, poiché in questo l'io rappresentante (soggetto) è solo pura rappresentazione, ancora una volta solo oggetto per il soggetto, per cui il soggetto conoscente in sé non può mai diventare rappresentazione o oggetto; solo la sua oggettivazione diventa rappresentazione quando il soggetto conoscente riconosce l'oggetto della volizione.
Qui l'oggetto riconosciuto, che è il soggetto, appare per la prima volta come volontà oggettivata, in quanto il soggetto riconosce se stesso come oggetto diretto e come essere volitivot e, a questo punto, si manifesta il passaggio all'opera principale successiva. L'Io è quindi composto dal soggetto della volontà e dal soggetto della cognizione. Schopenhauer sottolinea che questa classe di rappresentazione non è in realtà una classe indipendente. Nel momento in cui il soggetto diventa oggetto, in realtà abbiamo a che fare nuovamente con il principio di ragion sufficiente del divenire. L'autocoscienza è la presentazione del nostro corso di vita: le nostre azioni individuali secondo i motivi.
Se la cognizione potesse essere effettivamente riconosciuta, sarebbe necessario che il soggetto si separasse da essa per poterla riconoscere: tale divisione, secondo Schopenhauer, è impossibile. A suo avviso, il fatto che siamo consapevoli di poteri cognitivi come la mente (verstand), la ragione secondaria (vernunft) e la sensibilità non è dovuto al fatto che la cognizione sia diventata un oggetto. Solo i numerosi giudizi contraddittori sulle funzioni della cognizione ne sono la prova. Le espressioni generali per le classi di rappresentazioni stabilite sono state sviluppate; le differenze tra le singole classi, che sono state catturate nei concetti, formano solo un necessario correlato di rappresentazioni per un soggetto, che in questo caso è il principio di ragion sufficiente della cognizione. I concetti sono quindi astratti dalla natura del conosciuto: il soggetto si rapporta alle classi di rappresentazioni nello stesso modo in cui si rapporta all'oggetto.
(Über die vierfache Wurzel des Satzes vom zureichenden Grunde. cap. 8, § 41, p. 170.)
Il correlato soggettivo di questa classe è l'autocoscienza.

#### Il mondo come volontà e rappresentazione
L'epistemologia di Schopenhauer mostra chiaramente la sua visione dell'ontologia quando scrive: 
(WWV vol. I, § 5, p. 45)
Con l'affermazione che gli oggetti nello spazio e nel tempo sono soggetti alla legge di causalità applicata dall'intelletto sotto il principio di ragione, inizia la sua critica alla definizione di Kant della cosa-in-sé; Schopenhauer vede nelle vedute di Kant solo la possibilità di cogliere l'aspetto esteriore delle cose, la loro forma, quindi solo la rappresentazione del mondo esterno. Perciò, Schopenhauer modifica la tesi della cosa-in-sé secondo la sua visione, attribuisce al mondo, nella sua apparenza esterna come rappresentazione condizionata dal soggetto, solo un'idealità puramente trascendentale e definisce la volontà come nucleo e come cosa-in-sé effettiva.
Schopenhauer introduce così una separazione concettuale tra realtà - in cui è già inclusa la parola "azione" - e volontà, nominando la ragione come correlato soggettivo della materia o la causalità come oggettivazione della volontà e utilizzando queste intuizioni per redigere il suo titolo programmatico Il mondo come volontà e rappresentazione.
Il centro della sua dissertazione è il mondo come rappresentazione. In questa sua opera principale, Schopenhauer cerca di rispondere alla domanda su cos'altro sia il mondo, oltre alla rappresentazione, con la sua scoperta della volontà. Schopenhauer cerca di dimostrare, contrariamente alla tradizione filosofica, che la sede originaria della volontà non si trova nell'intelletto, ma che questo forma solo l'oggettivazione della volontà. Egli chiama oggettivazione della volontà ogni azione, ogni movimento, ogni motivo e reazione a uno stimolo, sia esso l'essere accecati dalla luce o dal dolore, così come il mondo in generale come rappresentazione.[94] Per Schopenhauer, la volontà non oggettivata rappresenta un impulso cieco e inconoscibile a vivere. Analogamente alla psicologia, Schopenhauer tenta di dimostrare che "l'uomo non è padrone in casa propria".
Con la complessa distinzione tra rappresentazione e volontà, Schopenhauer cerca di mostrare l'irrazionale come principio fondamentale del mondo. Nella rottura, nella negazione dei desideri, nella sospensione della rappresentazione individuale sul mondo; nel riconoscimento della volontà informe e inconoscibile nell'umanità, nell'animalità e nel mondo, come la stessa in noi stessi. Questo rivela la cesura all'interno della sua opera. Se nella rappresentazione l'intelletto condiziona la natura, per Schopenhauer la natura, nel senso della volontà, è la condizione dell'oggettivazione, così come lo è l'intelletto: la volontà di conoscere. Secondo Schopenhauer, l'intelletto è solo lo strumento della volontà. Schopenhauer vorrebbe aggiungere all'analisi empirica della rappresentazione un'ermeneutica dell'esserci.

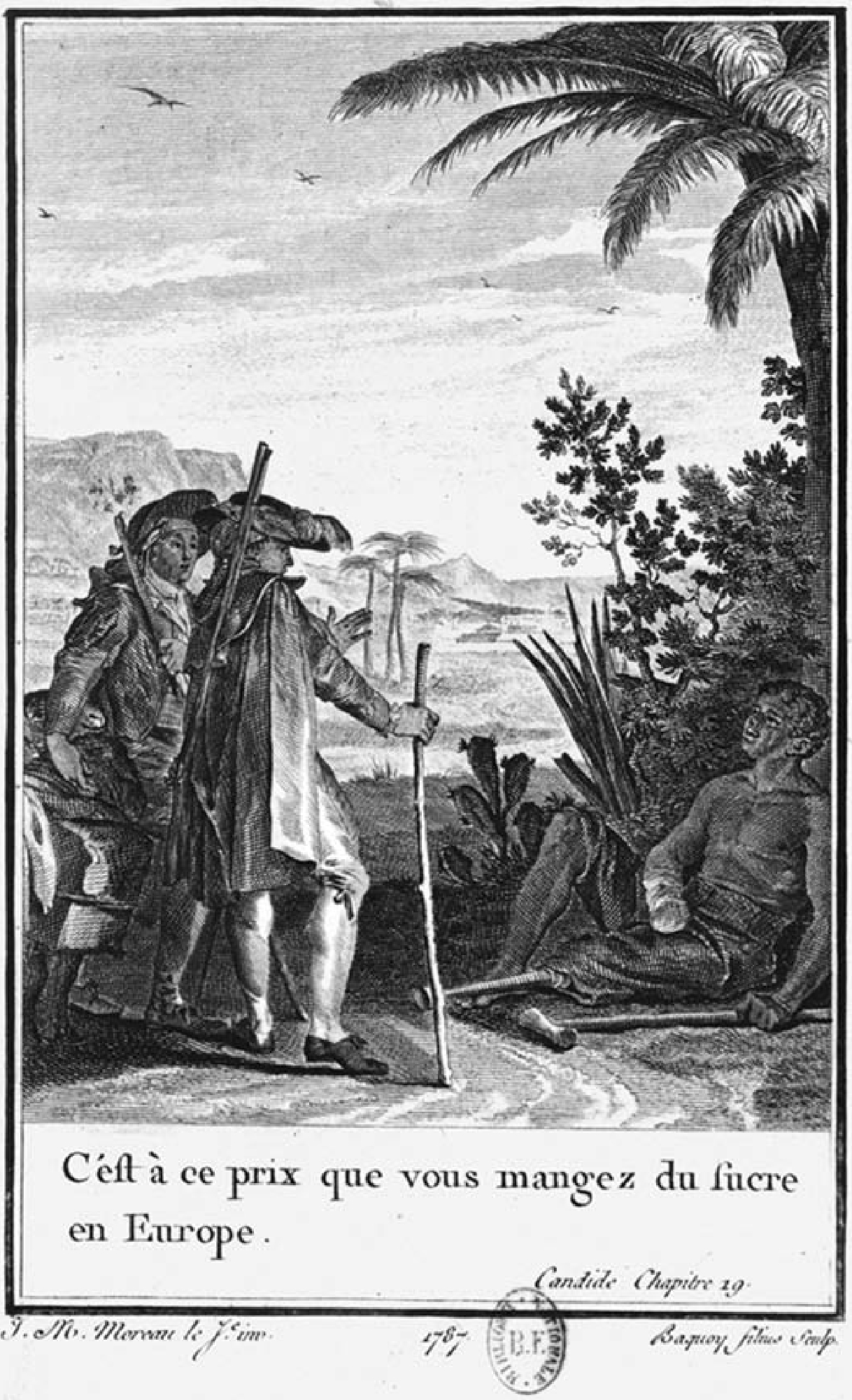
Incisione di una scena del Candido di Voltaire: Candido incontra uno schiavo (cap. 19) a cui sono state tagliate una gamba e una mano per punizione. Segue una citazione dello schiavo: "A questo prezzo si mangia lo zucchero in Europa".

### Ontologia
I contenuti dell'ontologia sono già stati sviluppati nelle sezioni precedenti.
In sintesi, nel Libro II del volume I, Schopenhauer sostiene che la volontà è la cosa-in-sé kantiana: l'unica essenza alla base di tutti gli oggetti e i fenomeni. Kant riteneva che lo spazio e il tempo fossero solo le forme della nostra intuizione con cui dobbiamo percepire il mondo dei fenomeni, e che questi fattori fossero assenti dalla cosa-in-sé. Schopenhauer ha sottolineato che tutto ciò che è al di fuori del tempo e dello spazio non può essere differenziato, quindi la cosa in sé deve essere una. Tutte le cose che esistono, compresi gli esseri umani, devono far parte di questa unità fondamentale. La manifestazione dell'unica volontà nella molteplicità degli oggetti e dei fenomeni di cui facciamo esperienza è l'oggettivazione della volontà. 
La pluralità esiste ed è diventata possibile solo attraverso il tempo e lo spazio, motivo per cui Schopenhauer si riferisce ad essi come al principium individuationis. La volontà, in quanto cosa-in-sé, si trova al di fuori del principio di ragion sufficiente (in tutte le sue forme) ed è quindi priva di fondamento (sebbene ogni fenomeno della volontà sia soggetto a tale principio). 
Tutti i fenomeni incarnano un impegno essenziale: l'elettricità e la gravità, ad esempio, sono descritte come forze fondamentali della volontà. La capacità di cognizione umana è subordinata alle esigenze della volontà. Inoltre, tutto ciò che vuole necessariamente soffre. 
Schopenhauer presenta un quadro pessimistico in cui i desideri non soddisfatti sono dolorosi e il piacere è solo la sensazione della momentanea assenza di dolore. Tuttavia, la maggior parte dei desideri non viene mai soddisfatta e quelli che vengono soddisfatti vengono immediatamente sostituiti da altri desideri non soddisfatti.

### Estetica
Nel Libro III del volume I, Schopenhauer esplora l'esperienza della contemplazione estetica. Quando contempliamo qualcosa di bello, abbiamo conoscenza dell'oggetto non come cosa individuale, ma piuttosto come idea platonica universale (die Platonische Idee). L'individuo è quindi in grado di perdersi nell'oggetto della contemplazione estetica e, per un breve momento, di sfuggire al ciclo del desiderio insoddisfatto come "puro soggetto di cognizione privo di volontà" (reinen, willenlosen Subjekts der Erkenntniß). Ciò comporta l'abbandono del metodo di conoscenza legato al principio di ragion sufficiente (l'unica modalità adeguata al servizio della volontà e della scienza). Durante l'esperienza estetica, otteniamo un momentaneo sollievo dal dolore che accompagna la volontà. 
Come molte altre teorie estetiche, anche quella di Schopenhauer è incentrata sul concetto di genio. Il genio, secondo Schopenhauer, è posseduto da tutte le persone in misura variabile e consiste nella capacità di fare esperienza estetica. A chi ha un alto grado di genialità si può insegnare a comunicare queste esperienze estetiche agli altri; gli oggetti che comunicano queste esperienze sono le opere d'arte.
Consideriamo belli gli oggetti che meglio facilitano la contemplazione puramente oggettiva da parte di una coscienza priva di volontà ed esprimono idee "elevate" (come quelle dell'umanità). Schopenhauer paragona l'esperienza di qualcosa di bello all'esperienza di qualcosa di sublime (das Erhabene): in quest'ultimo caso, lottiamo contro la nostra naturale ostilità all'oggetto della contemplazione e ci eleviamo al di sopra di esso. Un'esperienza estetica non deriva dall'oggetto che stimola la nostra volontà; per questo, Schopenhauer criticava le rappresentazioni di donne nude e di cibi appetitosi, perché stimolano il desiderio e quindi impediscono allo spettatore di diventare "il puro soggetto della cognizione privo di volontà".
Sulla base di questa teoria, Schopenhauer considerava la natura morta olandese il miglior tipo di pittura perché aiuta lo spettatore a vedere la bellezza nell'ordinarietà degli oggetti quotidiani.
Il resto del terzo libro contiene un resoconto di una varietà di forme d'arte, tra cui l'architettura, il giardinaggio, la pittura di paesaggio, la pittura di animali, la pittura storica, la scultura, il nudo, la letteratura (poesia e tragedia) e, infine, la musica. 
La musica occupa un posto privilegiato nell'estetica di Schopenhauer, che ritiene abbia un rapporto speciale con la volontà. Mentre le altre forme d'arte sono imitazioni delle Idee delle realtà del mondo, la musica è una copia diretta della volontà, intesa come cosa in sé. In altre parole, le opere d'arte oggettivano la volontà solo indirettamente attraverso le idee (l'oggettivazione adeguata della volontà), tanto che il nostro mondo non è altro che l'apparire delle idee nella molteplicità risultante da quelle che entrano nel principium individuationis; la musica, invece, passa sopra le idee ed è quindi indipendente dal mondo fenomenico. Scrive:

### Metafisica e etica

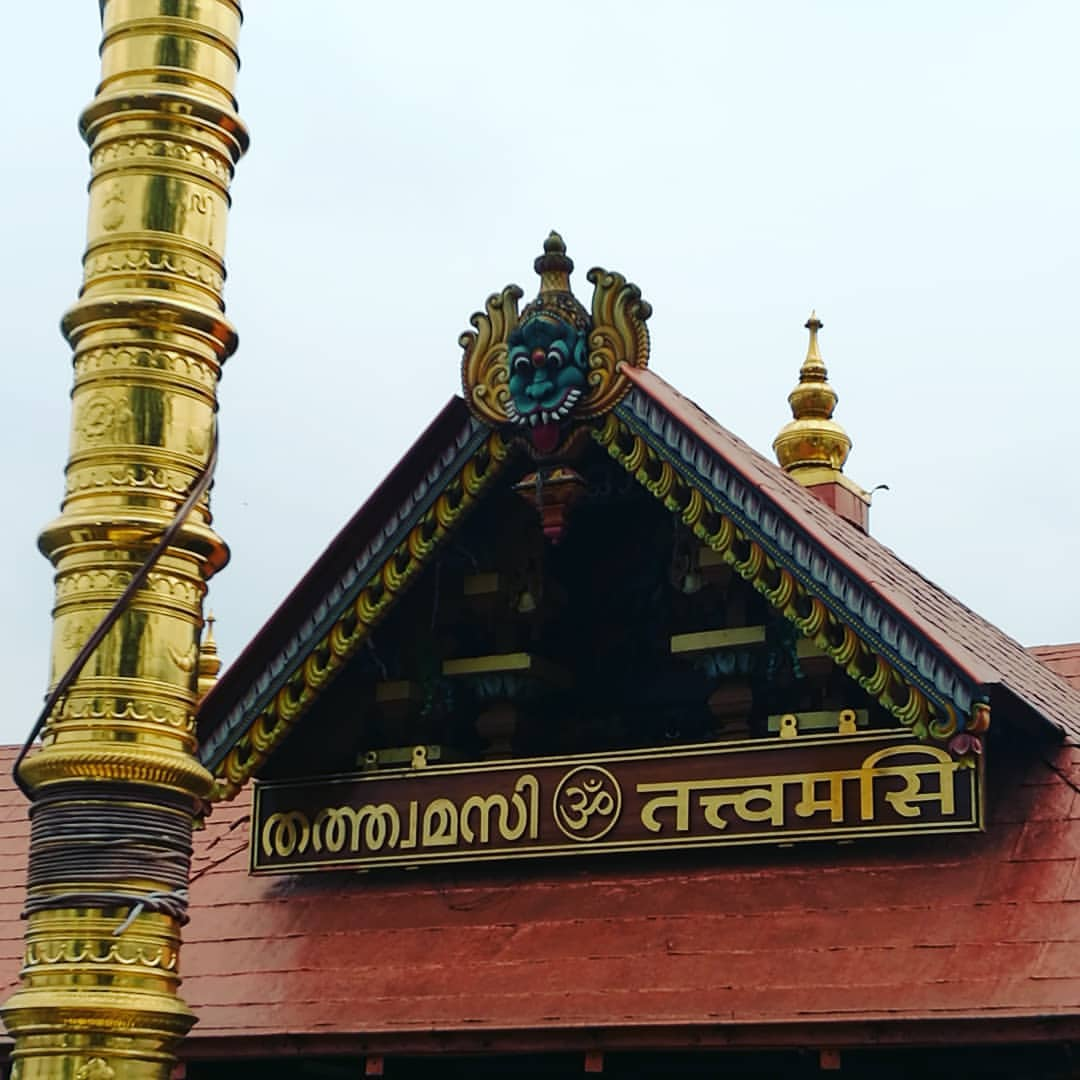
La frase "Tat Tvam Asi" ("tu sei quello"), uno dei Mahāvākya delle Upanishad, affissa su un tempio indiano. Schopenhauer usa questa frase sanscrita per esprimere un principio fondamentale della sua etica: "la volontà è l'in-sé di ogni apparenza, e come tale è essa stessa libera dalla forma dell'apparenza, e quindi da ogni molteplicità" (Libro IV, §66).

Nel libro IV del volume I, Schopenhauer torna a considerare il mondo come volontà. In questo libro pretende di esporre un resoconto puramente descrittivo del comportamento etico umano, nel quale individua due tipi di comportamento: l'affermazione e la negazione della "volontà di vivere" (Wille zum Leben), che costituisce l'essenza di ogni individuo. Schopenhauer chiarì successivamente la sua filosofia etica nei due saggi premiati: Sulla libertà del volere umano (1839) e Sul fondamento della morale (1840).
Schopenhauer nega categoricamente l'esistenza della "libertà della volontà" in senso convenzionale e si limita ad accennare al fatto che la volontà può essere affermata o negata, ma non è soggetta a cambiamenti e funge da radice della catena del determinismo causale.
L'elogio di Schopenhauer per l'ascetismo lo porta ad avere un'alta considerazione del buddismo e dell'induismo vedanta, così come di alcuni ordini monastici e pratiche ascetiche presenti nel cattolicesimo. Disprezza il protestantesimo, l'ebraismo e l'islam, che considera ottimisti, privi di metafisica e crudeli nei confronti degli animali non umani.
Nella sua opera principale, Schopenhauer sviluppa un sistema di metafisica volontaristica su larga scala. Schopenhauer è considerato un pessimista; il suo atteggiamento è stato paragonato a quello del Buddha (Tutta la vita è sofferenza), come si trova nelle "quattro nobili verità", le prime del buddismo. Schopenhauer stesso scrive:
(WWV vol. II, cap. 46, p. 733)
(WWV vol. II, cap. 46, p. 735)

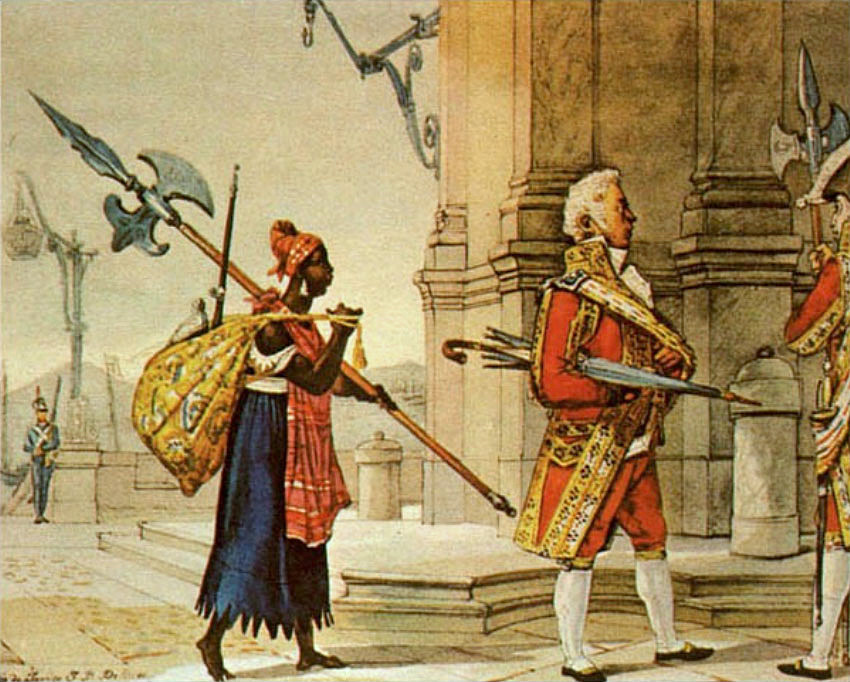
Il dipinto di Jean-Baptiste Debret, risalente al 1822, mostra una schiava che trasporta i bagagli del suo padrone.

Questo giudizio complessivo corrisponde a una critica della società del suo tempo e di quelli passati:
(WWV vol. II, cap. 46, p. 740)
Schopenhauer analizza e critica la distruttività dell'uomo, la cui radice è da ricercare nella volontà cieca, che non è accessibile all'intelletto umano. Le affermazioni di Schopenhauer diventano così una deliberata provocazione ed egli si riferisce a Voltaire e al suo Candide quando scrive:
(WWV vol. II, cap. 46, p. 747)
La giustificazione di Schopenhauer della sua diagnosi, l'egoismo dell'uomo, risiede nella soggettività, che solo è direttamente data a noi (cfr. principio di ragion sufficiente dell'azione): tutto ciò che nel mondo si presenta a noi solo come un'apparenza, è una rappresentazione dell'intelletto, che è essenzialmente uno strumento cerebrale che serve la "volontà". Tutta la cognizione è soggetta al principio di ragion sufficiente, cioè strutturata secondo connessioni causali. A questo si collega il destino generale del cambiamento, della transitorietà, della posizione mai assoluta, solo relativa, delle cose e dei nostri corpi; siamo, per così dire, intrappolati nella nostra testa come in una prigione, come nel mito della caverna di Platone. Schopenhauer vede la sua realizzazione in questa dimostrazione. Sulla liberazione del soggetto dal dominio della volontà cieca, scrive:
(WWV vol. II, cap. 50, p. 825)
Nei casi di eccessiva affermazione della volontà - cioè nei casi in cui un individuo esercita la sua volontà non solo per la propria realizzazione, ma per il dominio improprio di altri - l'individuo non è consapevole di essere realmente identico alla persona che sta danneggiando, cosicché la Volontà in realtà danneggia costantemente se stessa, e la giustizia è fatta nel momento in cui il crimine è commesso, poiché lo stesso individuo metafisico è sia l'autore che la vittima.
Schopenhauer discute a lungo del suicidio, osservando che in realtà non distrugge la volontà o una sua parte in modo sostanziale, poiché la morte è solo la fine di un particolare fenomeno della volontà, che viene successivamente riorganizzato. Con l'ascesi, la negazione definitiva della volontà praticata dai monaci orientali e dai santi, si può indebolire lentamente la volontà individuale in un modo molto più significativo del suicidio violento.
La volontà è in conflitto con se stessa a causa dell'egoismo di cui ogni essere umano e animale è dotato. La compassione nasce da una trascendenza di questo egoismo, che è la penetrazione della percezione illusoria dell'individualità, in modo da poter empatizzare con la sofferenza dell'altro. Ciò può servire come indizio della possibilità di andare oltre il desiderio e la volontà. 
Per Schopenhauer la compassione consiste nel riconoscere la volontà di un altro oggetto (umano, animale e naturale) come la propria. L'individuo, che secondo Schopenhauer riconosce solo la propria volontà, abolisce se stesso come centro. Schopenhauer lo chiama il realissimum, la nostra realtà, che riconosce negli altri ciò che noi stessi non siamo. Tuttavia, egli si preoccupa di riconoscere non la realtà esterna empirica, la rappresentazione, che è soggetta alla legge di ragion sufficiente, ma l'interiorità delle persone, degli esseri viventi e delle cose, la "cosa-in-sé", la volontà.
Secondo Schopenhauer, la personalità individuale ed egoistica vede come realtà solo la propria volontà, mentre l'esterno è solo una rappresentazione. Solo negando la volontà dell'altro può garantire l'affermazione della propria volontà individuale. Nella sua etica, Schopenhauer si preoccupa di abolire il confine tra "io" e "tu", poiché la stessa unica volontà esiste in ogni cosa. Il filosofo vede la negazione della volontà come un modo per superare i confini della rappresentazione, cioè i confini tra io e tu:
(WWV vol. I, § 30, p. 246)
La negazione della volontà di vivere è la via per la salvezza dalla sofferenza. La salvezza può derivare solo dal riconoscimento che l'individualità non è altro che un'illusione che "tranquillizza" la volontà: il mondo in sé non può essere diviso in individui. L'uomo che comprende questo "nega" la sua volontà e si libera così dai dolori dell'esistenza che derivano dall'incessante sforzo di quest'ultima. Schopenhauer ci dice che quando la volontà è negata, il saggio diventa nulla, senza morire davvero. Quando la volontà scompare, sia il volente che il mondo diventano nulla:
Il IV libro conclude: 
In una nota a piè di pagina, Schopenhauer associa questo "nulla" alla Prajñāpāramitā del Buddhismo: il punto in cui soggetto e oggetto non esistono più.

## Influsso
Schopenhauer ha attinto, tra gli altri, a Platone, la cui eidos costituisce una parte essenziale del terzo libro. L'opera è anche in gran parte una modifica della filosofia trascendentale di Kant. Influiscono anche, ad esempio, Berkeley, Hume e le scoperte scientifiche del suo tempo.
Nella prefazione alla seconda edizione, Schopenhauer conduce una polemica ironica contro Fichte ed Hegel. Nell'opera criticò ripetutamente le opinioni dei suoi contemporanei, parlando di "bacchettoni" (in riferimento a Fichte) e di "hegelismo".
Schopenhauer continuò a essere significativamente influenzato dall'antico pensiero indiano. La tendenza monistica di questi testi interessò anche altri intellettuali tedeschi. Se Hegel considerava il pensiero indiano superato, Friedrich Schlegel pubblicò la sua opera Über die Sprache und Weisheit der Indier  (Sulla lingua e la sapienza degli indiani) nel 1808 e August Wilhelm von Schlegel acquisì la conoscenza del sanscrito a Parigi, cosa che lo portò alla nomina a Bonn nel 1818.
La vicinanza di Schopenhauer all'antico pensiero indiano è tuttavia unica. Anche se probabilmente sviluppò il suo sistema di base indipendentemente da queste influenze, Schopenhauer era già in contatto con l'orientalista Friedrich Majer alla fine del 1813. Da lui ricevette anche una traduzione parziale delle Upanishad, una raccolta di testi della tarda letteratura vedica che contiene gli inizi degli insegnamenti del brahmanesimo, del buddismo e dell'induismo. Si tratta di una traduzione in latino dell'orientalista francese Abraham Hyacinthe Anquetil-Duperron del 1801-02, che propone cinquanta Upanishad tratte da una traduzione persiana del XVII secolo. Schopenhauer definì in seguito questa antologia "la consolazione della sua vita e della sua morte".
Egli studiò anche altra letteratura secondaria, in particolare saggi in riviste specializzate. Schopenhauer menzionò l'influenza delle Upanishad già nella prefazione. Il secondo volume cita anche la traduzione della Bhagavadgītā di A. Schlegel, pubblicata nel 1823. La seconda edizione del 1844 contiene molti altri riferimenti. La sua venerazione per l'antico pensiero indiano si riflette anche nel nome del suo barboncino, che chiamò Atman (sé individuale, anima).

Arthur Schopenhauer nel 1859

## Importanza ed eredità
Nei primi decenni dopo la sua pubblicazione, Il mondo come volontà e rappresentazione fu accolto quasi in silenzio. Fanno eccezione Goethe e Jean Paul. Goethe iniziò subito a leggere l'opus magnum di Schopenhauer quando gli arrivò e "con una foga che lei (Ottilie von Goethe) non aveva mai visto prima in lui". Goethe disse alla nuora che ora aveva piacere per un anno intero, perché l'avrebbe letta tutta, contrariamente alla sua abitudine di assaggiare le pagine a suo piacimento. L'influenza di Schopenhauer si può leggere in Conversazioni con Goethe e Urworte. Orphisch.
Negli anni in cui l'opera fu largamente ignorata, Jean Paul la lodò:
Schopenhauer commentò: 
Secondo Jean-Marie Paul:
Nell'esperienza della volontà, l'individuo si riconosce immediatamente, poiché, per dirla con Schopenhauer, "il conoscere e il sapere coincidono": soggetto e oggetto sono quindi una cosa sola, commenta Jean-Marie.
L'abbandono dell'opera ebbe fine negli ultimi anni della sua vita. Schopenhauer sarebbe diventato il filosofo più influente in Germania fino alla Prima guerra mondiale. Soprattutto gli artisti furono attratti dall'opera. Nessun filosofo aveva dato tanta importanza all'arte: un quarto de Il mondo come volontà e rappresentazione si occupa di estetica.
Il trattato lasciò il segno sull'opera musico-drammatica di Richard Wagner: 
(Jonathan Carr: Der Wagner-Clan. Hoffmann und Campe, Hamburg 2009, ISBN 978-3-455-50079-0, p. 39)
Dopoché Wagner ebbe conosciuto il testo (a metà degli anni Cinquanta dell'Ottocento), il dramma musicale Tristan und Isolde e la tetralogia Der Ring des Nibelungen in particolare divennero (anche) riflessioni personali e artistiche su Schopenhauer.
Vanno citati Wagner anche Schoenberg, Mahler, che cita l'opera come "il più profondo scritto sulla musica che avesse mai incontrato", Thomas Mann, Hermann Hesse, Jorge Luis Borges, Tolstoj, D. H. Lawrence e Samuel Beckett.
I filosofi Friedrich Nietzsche e Philipp Mainländer descrissero la scoperta de Il mondo come volontà e rappresentazione come una rivelazione. Nietzsche commentò: 
Philipp Mainländer si considerava complice di Schopenhauer e gli dedicò un capitolo della sua opera filosofica principale, La filosofia della redenzione, in cui formulò una critica a Schopenhauer e a Kant. In essa reinterpretò la volontà di vivere come una volontà nichilistica di morire.
Charles Darwin citò Il mondo come volontà e rappresentazione ne L'origine dell'uomo e la selezione sessuale. Alcuni vi lessero idee che si ritrovano nella teoria dell'evoluzione, per esempio che l'istinto sessuale è uno strumento della natura per garantire la qualità della prole. Schopenhauer argomentò a favore del trasformismo indicando una delle prove più importanti e familiari della veridicità della teoria darwiniana, le omologie nella struttura interna di tutti i vertebrati.
Con l'idea della volontà, Schopenhauer ha lasciato tracce evidenti anche nella psicologia del primo Novecento. Sia che si tratti, ad esempio, della teoria sessuale di Freud o del saggio del 1915 sulle pulsioni e i destini pulsionali, sia che si tratti dell'abbozzo implicito di una psicologia dell'inconscio negli scritti di Schopenhauer, le analogie si ritrovano continuamente. Freud scrisse nel 1917: 
(Sigmund Freud: Abriß der Psychoanalyse. Fischer Verlag, Frankfurt am Main 1994, p. 19)
Alfred Adler parlò in seguito, nelle sue conferenze, di obiettivi propri dell'uomo, che spiegano la volontà attraverso il sentimento di inadeguatezza, coniando così il termine di "complesso di inferiorità".
C . G. Jung, infine, ispirato da Schopenhauer a leggere l'Estremo Oriente, scrisse le sue tesi sull'inconscio collettivo. Jung fece ripetutamente riferimento a Schopenhauer nei suoi scritti, incorporandolo nei suoi trattati e a un certo punto parlò addirittura della psicologia come di una continuazione dell'"eredità di Schopenhauer".
Le affermazioni di Schopenhauer sui concetti, il linguaggio e il sofisma, così come i suoi scritti successivi sulla dialettica eristica (L'arte di ottenere ragione), influenzarono Ludwig Wittgenstein nelle sue opinioni sul linguaggio e sui giochi linguistici.
Albert Einstein fu un lettore precoce ed entusiasta degli scritti di Schopenhauer, anche se non è documentato se abbia studiato sistematicamente la sua filosofia. Tuttavia, è interessante la seguente sezione sul principio di ragion sufficiente dell'essere in vista della fisica di Einstein: 
(WWV vol. 1, § 3, p. 36 s.)
Le opinioni di Schopenhauer sull'indipendenza dei sistemi spazialmente separati, il principio di individuazione influenzarono Einstein, che lo definì un genio. Schrödinger appose l'etichetta schopenhaueriana su una cartella di documenti nei suoi archivi Raccolta di pensieri sul Principium individuationis fisico.

## Edizioni
Arthur Schopenhauer: Die Welt als Wille und Vorstellung:
- Ludger Lütkehaus (Hrsg.): Gesamtausgabe (due volumi in uno). Deutscher Taschenbuch Verlag 1998.
- Wolfgang Freiherr von Löhneysen (Hrsg.): Textkritische Ausgabe in zwei Bänden. Insel Verlag, Frankfurt am Main/Leipzig 1996, ISBN 3-458-33573-0 (edizione esemplare in caratteri sottili, citazioni tradotte, postfazione critica, indice delle persone e dei termini).
- Wolfgang Freiherr von Löhneysen (Hrsg.): Sämtliche Werke. Band I und II. Suhrkamp Verlag, Frankfurt am Main 1986, Band I: ISBN 3-518-28261-1, Band II: ISBN 3-518-28262-X (identico all'edizione dell'Insel).
- Edizione in 4 volumi, Diogenes Verlag, Zürich:
  - vol. 1, tomo 1, ISBN 978-3-257-20421-6.
  - vol. 1, tomo 2, ISBN 978-3-257-20422-3.
  - vol. 2, tomo 1, ISBN 978-3-257-20423-0.
  - vol. 2, tomo 2, ISBN 978-3-257-20424-7.

Nel 1948 una versione commentata fu pubblicata da Thomas Mann.

La firma di Arthur Schopenhauer

## Traduzioni italiane
- Oscar Chilesotti (Ermanno Bruciati & C., 1888[122]),
- Nicola Palanga (Bartelli e Verando, 1913),
- Paolo Savj-Lopez e Giovanni Di Lorenzo (Laterza, 1928, con introduzione di Cesare Vasoli, ivi, 1979),
- Edmondo Pietrosi (Cesari, 1932, solo la III parte),
- Santino Caramella (Principato, 1934, solo le prime due parti),
- Rinaldo Manfredi e Carlo Mazzantini (Paravia, 1939-1946),
- Gaetano Capone Braga (Mondadori, 1940; Signorelli, 1956, solo la III parte),
- Elisa Oberti (La Scuola, 1959, solo la III parte),
- a cura di Giuseppe Riconda, Mursia, 1969),
- a cura di Ada Vigliani (con introduzione di Gianni Vattimo, I Meridiani Mondadori, 1989),
- a cura di Giorgio Brianese (La nuova Italia, 1998, antologia),
- a cura di Sossio Giametta (Biblioteca universale Rizzoli, 2002; Il pensiero occidentale Bompiani, 2006),
- a cura di Gian Carlo Giani (Newton Compton, 2011),
- a cura di Giorgio Brianese (Einaudi, 2013).